# يوهان خواكيم كريستوف بوده
يوهان خواكيم كريستوف بوده (بالألمانية: Johann Joachim Christoph Bode)‏ هو لغوي وصحفي ومترجم ألماني، ولد في 16 يناير 1731 في براونشفايغ في ألمانيا، وتوفي في 13 ديسمبر 1793 في فايمار في ألمانيا.